# Écluse de Tréboul
L'écluse de Tréboul est une écluse à chambre unique du canal du Midi. Construite vers 1674, elle se trouve à 73,6 km de Toulouse à 134 m d'altitude. Les écluses adjacentes sont l'écluse de Villepinte à l'est et l'écluse de la Criminelle, à l'ouest.
Elle est située sur la commune de Pexiora dans le département de l'Aude en région Occitanie.